# Oslerus osleri
Oslerus osleri är en rundmaskart som först beskrevs av Thomas Spencer Cobbold 1876.  Oslerus osleri ingår i släktet Oslerus och familjen Filaroididae. Inga underarter finns listade i Catalogue of Life.